# Point S
point S er en europæisk kæde af autoværksteder, hvis primære område er dæk og fælge. Kæden omfatter næsten 2.000 forretninger fordelt på 20 lande.

## Danske afdelinger
| Region             | Antal | By                                                   |
| ------------------ | ----- | ---------------------------------------------------- |
| Region Hovedstaden | 3     | Farum, Frederiksværk, Gentofte                       |
| Region Sjælland    | 5     | Køge, Nykøbing Falster, Kalundborg, Stege, Nakskov   |
| Region Syddanmark  | 5     | Fredericia, Kolding, Bramming, Ørbæk, Nyborg         |
| Region Midtjylland | 5     | Hvide Sande, Silkeborg, Randers, Bjerringbro, Viborg |
| Region Nordjylland | 5     | Hobro, Hadsund, Aars, Skørping, Aabybro              |